# Dimetopia barbata
Dimetopia barbata is een mosdiertjessoort uit de familie van de Bugulidae. De wetenschappelijke naam van de soort is voor het eerst geldig gepubliceerd in 1816 door Lamouroux.